# 나팔새류
나팔새류(喇叭 ― 類, 영어: trumpeter)는 두루미목의 나팔새과(Psophiidae)의 유일속 나팔새속(Psophia)에 속하는 새의 총칭이다. 3종으로 이루어져 있다. 남아메리카의 아마존 우림과 기아나 고지의 습윤 숲에 제한적으로 분포한다. 몸길이가 45~52cm이고 몸무게가 1~1.5kg으로 3종 모두 닭과 크기가 유사하다.

## 하위 종
- 나팔새 (Psophia crepitans)
- 흰날개나팔새 (Psophia leucoptera)
- 녹색날개나팔새 (Psophia viridis)